# Orde van Sultan Mizan Zainal Abidin van Terengganu
De Orde van Sultan Mizan Zainal Abidin van Terengganu of "Darjah Kebesaran Sultan Mizan Zainal Abidin Terengganu" werd in 1999 door Sultan Mizan Zainal Abidin van Terengganu ingesteld. Anders dan de meeste andere Terengganuese ridderorden heeft deze orde van verdienste geen maximaal aantal ridders in elk van de vier graden.
- Ridder-Grootcompanion of "Dato' Sri Setia". De Ridders-Grootcommandeur dragen een keten of grootlint met daaraan de ster van de orde. Op de linkerborst dragen zij een ster. Achter hun naam mogen zij de letters SSMZ plaatsen.

- Ridder-Companion of "Dato' Setia". De Ridders-Commandeur dragen een ster aan een lint om de hals en een ster op de linkerborst. Achter hun naam mogen zij de letters DSMZ dragen.

- Companion of "Setia". De Companions dragen de ster van de orde aan een lint om de hals en voeren de letters SMZ achter hun naam.
- Lid of "Ahli". De leden dragen hun ster aan een lint op de linkerborst en voeren de letters AMZ achter hun naam.

De twee hoogste graden ontvangen met hun onderscheiding ook adeldom.
- Op 26 mei 2005, een nieuwe graad, Sri Utama. Achter hun naam mogen zij de letters SUMZ dragen.

Zoals in een islamitisch land te verwachten is, zijn de sterren en kleinoden alle achtpuntige zilveren "bintangs" of sterren. Een kruis zou niet op zijn plaats zijn.
De versierselen en inrichting van de orde volgen het voorbeeld van de Britse Orde van Sint-Michaël en Sint-George die vaak aan de sultans van Terengganu en hun kroonprinsen werd toegekend. De vierde graad is een Maleisische toevoeging.